# 하청항
하청항은 경상남도 거제시 하청면 하청리, 거제도 섬에 있는 어항이다. 1972년 2월 23일 지방어항으로 지정하여 관리하고 있다. 시설관리자는 거제시장이다.

## 어항 연혁
- 高麗 顯宗(고려 현종) 3년(1012) 하청부곡을 두었는데 조선세종 14년(1432) 하청면을 두었고 영조 45년(1769) 坊里개편으로 하청방이었으며, 고종26년(1889) 하청과 하구리로 나뉘었다가 동32년(1895) 다시 하청리에 합치고 1915년 6월 1 일 법정리가 되었으며 1942년 5월 1일 부락구제로 서리,중리,창동,성동,의 4구였다가 1961년 10월1일 행정리가 되고 그 후 신동과 신창이 신설되어 6개 행정리가 되었다.

## 어항 시설
- 방파제 337m, 물양장 120m

## 주요 어종
- 대구, 도다리